# Lobenrot
Lobenrot ist ein Ortsteil der baden-württembergischen Gemeinde Aichwald bei Esslingen am Neckar im Landkreis Esslingen. Zurzeit hat es zirka 224 Einwohner.

## Geschichte
Lobenrot wurde erstmals 1452 urkundlich erwähnt. Neben Schanbach und Krummhardt erhielten die Truchsessen von Stetten Lobenrot zu Lehen.
Vor über 100 Jahren wurde im Wald von Lobenrot ein Jagdhundefriedhof angelegt, welcher somit einer der ältesten in ganz Europa ist.